# Miconia fallax
Miconia fallax là một loài thực vật có hoa trong họ Mua. Loài này được DC. mô tả khoa học đầu tiên năm 1828.

## Hình ảnh

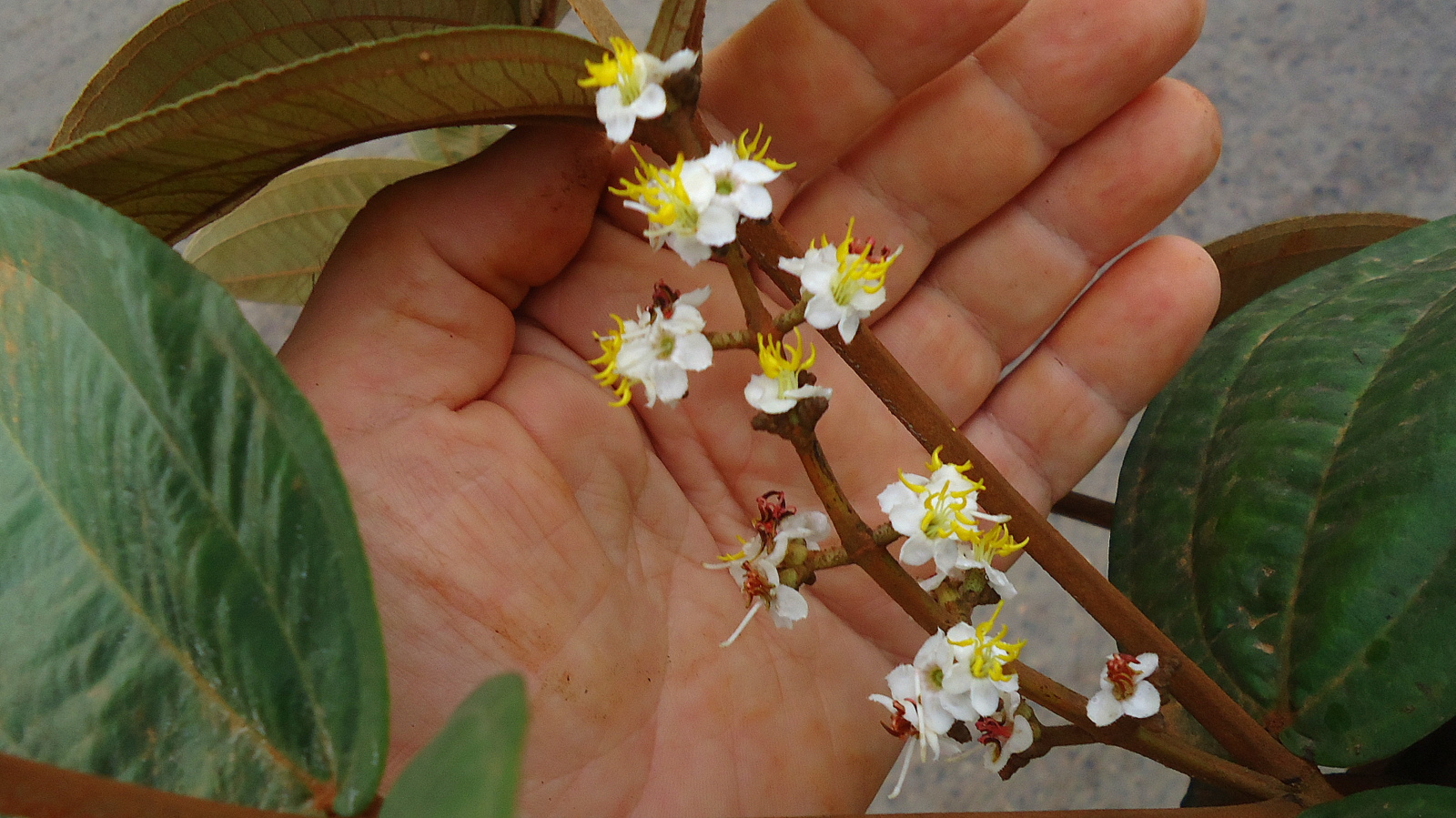
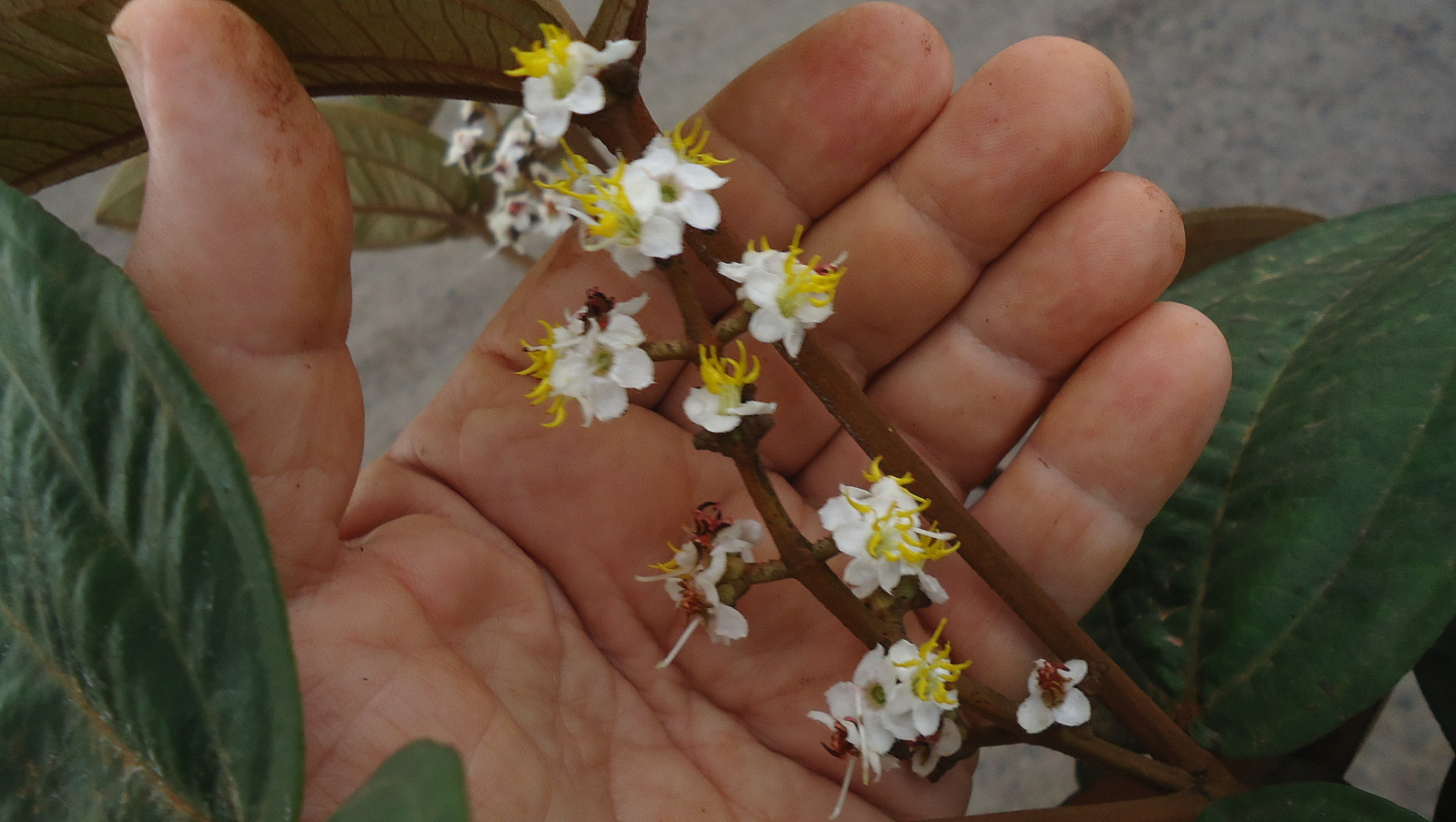
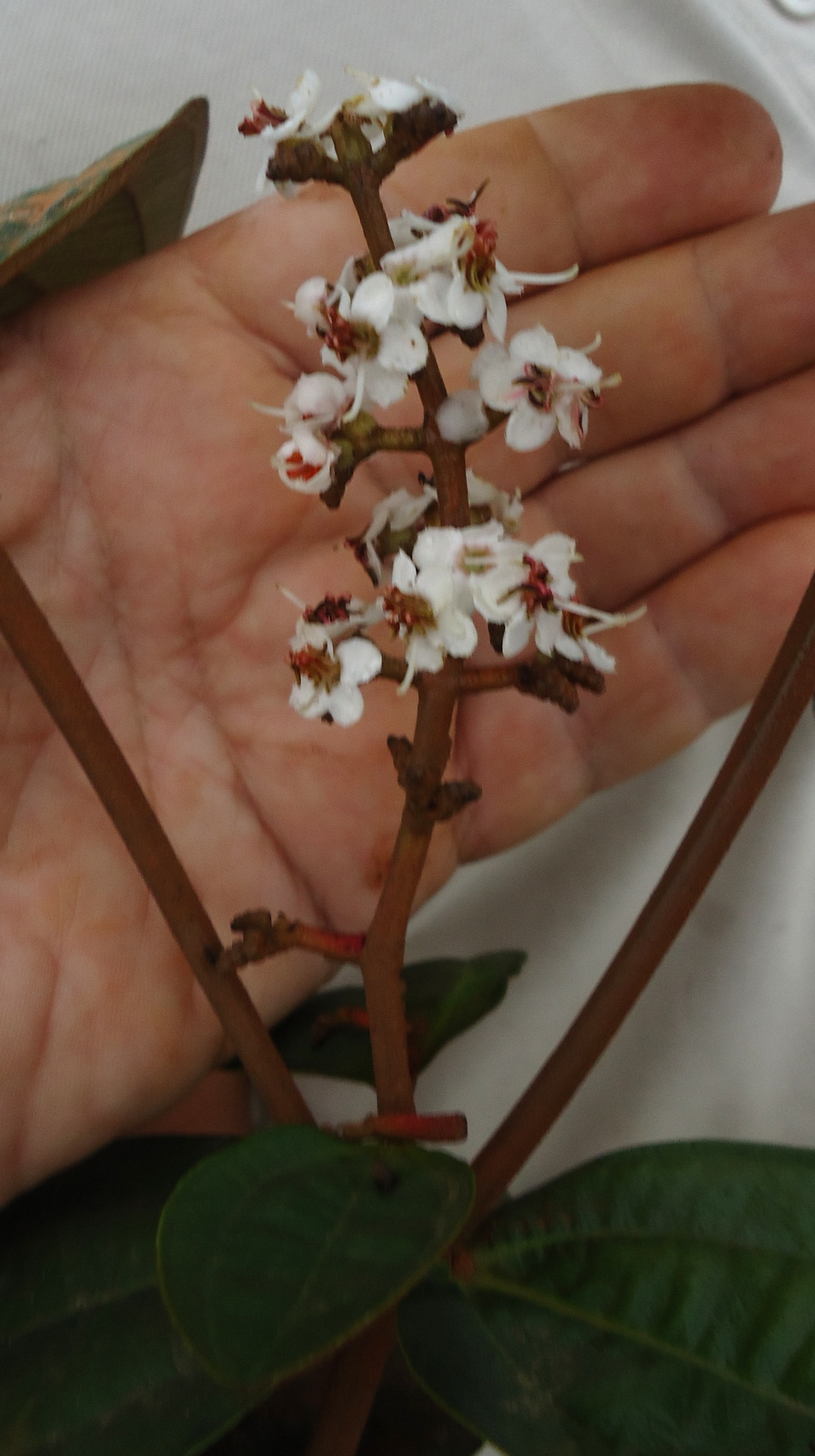
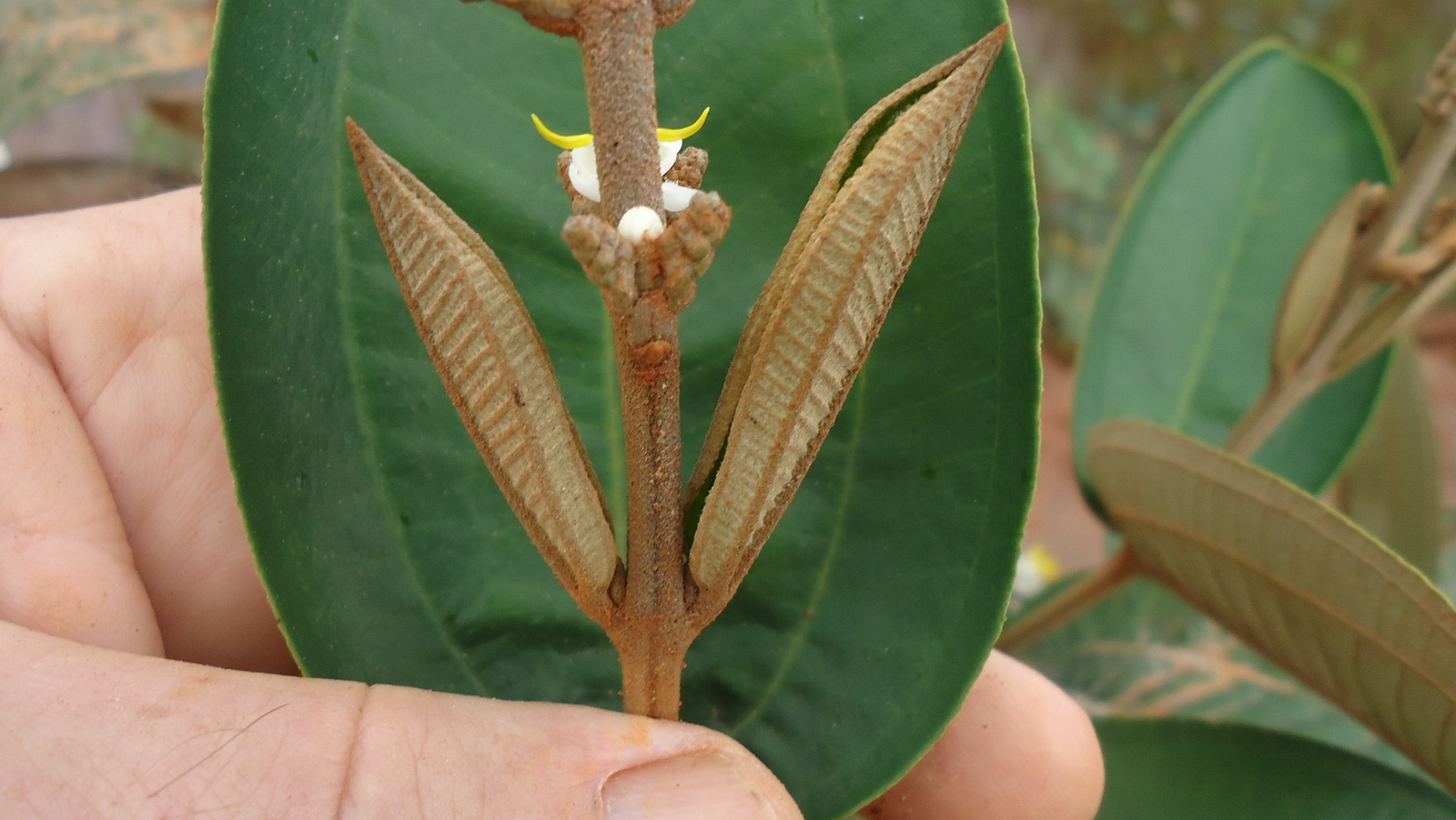